# Linha de sucessão presidencial do Brasil

A bandeira presidencial, símbolo oficial do cargo

A linha de sucessão presidencial do Brasil é uma ordem de sucessão que define quem substitui ou sucede o presidente da República Federativa do Brasil mediante morte, incapacidade, suspensão, renúncia, impedimento ou viagem do presidente titular.
A Constituição Federal, em seu artigo 79, estabelece que o vice-presidente sucede definitivamente o presidente quando este morre, renuncia ou é removido do cargo. Depois dele, também fazem parte da linha sucessória os presidentes da Câmara dos Deputados, do Senado Federal e do Supremo Tribunal Federal (STF), conforme o artigo 80. Entretanto, estes três últimos apenas substituem temporariamente o presidente, não cabendo-lhes a sucessão em definitivo.
O vice-presidente e as outras pessoas listadas na linha de sucessão, de acordo com a ordem constitucional de preferência, também atuam como presidente interino quando o titular está sob incapacidade, suspenso devido a um processo de impeachment ou quando viaja para o exterior.
No Brasil, o cargo de vice-presidente permanece vago até as próximas eleições quando o titular morre, renuncia, é afastado do cargo ou sucede o presidente da República. Normalmente, a eleição presidencial é realizada a cada quatro anos e os eleitores elegem o presidente e o vice-presidente da República. Se ambos os cargos ficarem vagos nos dois primeiros anos de mandato, uma eleição popular é realizada no prazo de noventa dias. Se ambas as vacâncias ocorrerem nos últimos dois anos, o Congresso Nacional deve realizar uma eleição indireta dentro de trinta dias para eleger o presidente e o vice.
| Presidente da República | → | Vice-presidente da República | → | Presidente da Câmara dos Deputados | → | Presidente do Senado Federal | → | Presidente do Supremo Tribunal Federal |
|                         | → |                              | → |                                    | → |                              | → |                                        |
| Titular                 | → | 1.º                          | → | 2.º                                | → | 3.º                          | → | 4.º                                    |

## Critérios
Para ser elegível para atuar como presidente da República, o cidadão deve ser um brasileiro nato, estar no gozo de seus direitos políticos e possuir mais de 35 anos de idade.

## Linha de sucessão atual
| Posição | Cargo                                  | Incumbente           | Incumbente |
| ------- | -------------------------------------- | -------------------- | ---------- |
| Titular | Presidente da República                | Lula                 |            |
| 1.º     | Vice-presidente da República           | Geraldo Alckmin      |            |
| 2.º     | Presidente da Câmara dos Deputados     | Hugo Motta           |            |
| 3.º     | Presidente do Senado Federal           | Davi Alcolumbre      |            |
| 4.º     | Presidente do Supremo Tribunal Federal | Luís Roberto Barroso |            |

## História

### Em Constituições anteriores
- CF/1891, art 41,  § 2º - "No impedimento, ou, falta do Vice-Presidente, serão sucessivamente chamados à Presidência o Vice-Presidente do Senado, o Presidente da Câmara e o do Supremo Tribunal Federal."
- CF/1934, art 52, § 8º - "Em caso de vaga no último semestre do quadriênio, assim como nos de impedimento ou falta do Presidente da República, serão chamados sucessivamente a exercer o cargo o Presidente da Câmara dos Deputados, o do Senado Federal e o da Corte Suprema."
- CF/1937, art 82, caput - "Vagando por qualquer motivo a Presidência da República, o Conselho Federal elegerá dentre os seus membros, no mesmo dia ou no imediato, um Presidente provisório.  § 1º Caso a eleição não se efetue no prazo acima, o Presidente do Conselho será o Presidente provisório até que o eleito pelo Conselho assuma o poder."
- CF/1946, art 79, § 1º - "Em caso de impedimento ou vaga do Presidente e do Vice-Presidente da República, serão sucessivamente chamados ao exercício da presidência o Presidente da Câmara dos Deputados, O Presidente do Senado Federal e o Presidente do Supremo Tribunal Federal."
- CF/1967, art 80 - "Em caso de impedimento do Presidente e do Vice-Presidente, ou vacância dos respectivos cargos, serão sucessivamente chamados ao exercício da Presidência o Presidente da Câmara dos Deputados, o Presidente do Senado Federal e o Presidente do Supremo Tribunal Federal."

### Sucessões definitivas pela Vice-presidência
1. Floriano Peixoto (1891 – 1894): assumiu o cargo em virtude de renúncia do titular (Deodoro da Fonseca).
2. Nilo Peçanha (1909 – 1910): assumiu após o falecimento do titular (Afonso Pena)
3. Delfim Moreira (1918 – 1919): tomou posse em lugar do titular (Rodrigues Alves), impedido por motivos de saúde e que viria a falecer em 16 de janeiro de 1919, sem ser empossado no cargo.
4. Café Filho (1954 – 1955): assumiu o cargo em razão da morte do titular (Getúlio Vargas).
5. João Goulart (1961 – 1964): assumiu o cargo após a renúncia do titular (Jânio Quadros).
6. Pedro Aleixo: assumiria devido ao afastamento por motivos de saúde do seu titular (Costa e Silva), mas foi impedido pela junta militar de 1969 liderada por Augusto Rademaker. Deve constar como ex-presidente por força da Lei.
7. José Sarney (1985 – 1990): tomou posse em lugar do titular (Tancredo Neves), impedido por motivos de saúde e que viria a falecer em 21 de abril de 1985, sem ser empossado no cargo.
8. Itamar Franco (1992 – 1995): assumiu o cargo em razão de o titular (Fernando Collor) ter renunciado para evitar um processo de impeachment.
9. Michel Temer (2016 – 2019): assumiu o cargo em virtude do impeachment da titular (Dilma Rousseff).

### Sucessões definitivas pela Presidência da Câmara dos Deputados
1. Carlos Luz (1955): assumiu em virtude do afastamento de Café Filho por motivos de saúde.
2. Ranieri Mazzilli (1961 e 1964): assumiu interinamente após a renúncia de Jânio Quadros, e posteriormente pela cassação de João Goulart.

### Sucessões definitivas pela Vice-presidência do Senado
1. Nereu Ramos (1955 – 1956): assumiu devido ao impeachment de Luz e se manteve com o impeachment de Café Filho, até então afastado por motivos de saúde. Nesta época o presidente do Senado era o vice-presidente da República.

### Sucessões definitivas pela Presidência do STF
1. José Linhares (1945 – 1946): assumiu após renúncia forçada de Vargas, já que não havia vice-presidente no Estado Novo, bem como o Congresso encontrava-se fechado desde o início do regime. O presidente do STF não era incluso na linha sucessória da CF/37, mas assume-se que Linhares ascendeu pela sucessória por analogia.